# Charles Gaspard Guillaume de Vintimille du Luc

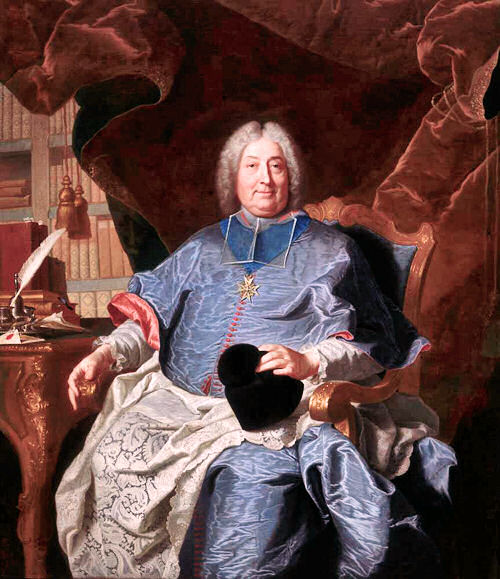
Porträt von Charles Gaspard Guillaume de Vintimille du Luc, Hyacinthe Rigaud, 1731, Memorial Art Gallery, Rochester (New York)

Charles Gaspard Guillaume de Vintimille du Luc (* 15. November 1655 in Le Luc; † 13. März 1746 in Paris) war ein französischer Prälat; er war Erzbischof von Paris von 1729 bis 1746 und in dieser Eigenschaft der 3. Duc de Saint-Cloud.

## Leben
Charles Gaspard Guillaume de Vintimille du Luc war der jüngste Sohn von François de Vintimille, Seigneur du Luc, und Anne de Forbin. Sein Vater war Maréchal de camp der königlichen Armee, Erster Konsul von Aix-en-Provence und Viguier von Marseille. Sein Onkel war Jean de Vintimille du Luc, Bischof von Toulon († 1682), der ihn zum Kanoniker an seiner Kathedrale machte. Sein Bruder war der Diplomat und Militär Charles-François de Vintimille, comte du Luc (1653–1740).
Er erlangte einen Abschluss in Theologie der Pariser Fakultät. Am 21. Januar 1692 wurde er Bischof von Marseille, am 14. Mai 1708 dann Erzbischof von Aix. 1718 war er Prior in Flassans-sur-Issole, Saint-Pierre und Sainte-Catherine du Luc, und Kommendatarabt von Saint-Denis de Reims. 1721 wurde er Abt von Belleperche, 1723 Dom d‘Aubrac. Am 10. Mai 1729 wurde er zum Erzbischof von Paris (und damit Herzog von St-Cloud) ernannt, am 17. August 1729 übernahm er das Amt.
Als Erzbischof von Paris führte er die Auseinandersetzung mit den Jansenisten, deren Nouvelles ecclésiastiques er 1732 verurteilte. Trotz seiner offiziellen Feindseligkeit gegen Anhänger von Port Royal des Champs, vertraute er die Redaktion seines neuen Breviers und seines neuen Messbuchs Liturgisten mit offensichtlich jansenistischen Sympathien an.